# Sweet Movie
Sweet Movie är en kanadensisk-fransk-västtysk film från 1974. 
Filmen hade svensk premiär 14 juli 1975 på biografen Spegeln i Stockholm.